# Det ridderlige Akademi
Det ridderlige Akademi (dänisch für „Die ritterliche Akademie“) war von 1691 bis 1710 eine Ritterakademie am Nytorv in Kopenhagen. Offiziell eingeweiht wurde die Akademie am 15. April 1692, dem Geburtstag des Königs.
Am Gründungstag übernahm die Akademie die akademische Bibliothek der aufgelösten Sorø Akademi. Sie wurde von einem Oberhofmeister geführt. Dieser war von 1691 bis 1695 Wiglas von Schindel. Ab 1698 diente Christian von Lente als Oberhofmeister.
1710 schloss die Ritterakademie aufgrund mangelnder Nachfrage. Hernach zog im Gebäude der Højesteret ein, und 1727 wurde es vom königlichen Waisenhaus übernommen.

## Absolventen
- Christian Berregaard, Amtmann und Bürgermeister
- Henrik Bielke, Jägermeister
- Johan Frederik Brockenhuus, Gutsherr und Offizier
- Adam Christoph von Knuth, Lehnsgraf, Gutsherr und Jägermeister
- Frederik Rantzau, Gutsherr und Offizier
- Heinrich von Reventlow, Kaiserlicher Hofrat
- Frederik Christian Schack, Gutsherr
- Caspar Martin Schøller, Amtmann
- Christian Gustav Wedel Jarlsberg, Offizier